# Szczakowianka Jaworzno
El Szczakowianka Jaworzno es un equipo de fútbol de Polonia que juega en la IV Liga, la quinta división nacional.

## Historia
Fue fundado el 9 de julio de 1923 en la ciudad de Szczakowa en Cracovia luego de la fusión de los equipos locales Kartaginy, Rewii y Sparty y han tenido varios nombres en su historia:
- KS Szczakowianka - 1923
- Hutniczy KS Szczakowianka - 1947
- ZKS Unia Szczakowa - 1948
- Koło Sportowe Unia Szczakowa - 1951
- KS Szczakowianka - 1957
- MZKS Szczakowianka - 1968
- KS Szczakowianka - 1991
- KS Garbarnia Szczakowianka Jaworzno - 2001
- KS (Klub Sportowy) Szczakowianka Jaworzno - powołanie SSA - 2004
- KP (Klub Piłkarski) Jaworzno - 2007
- JSP (Jaworznickie Stowarzyszenie Piłkarskie) Szczakowianka Jaworzno - 2008

En la temporada 2001/02 gana el ascenso a la I Liga en una serie a dos partidos ante el RKS Radomsko. Sin embargo hobo controversia debido a que Branko Rašić fue el centro de atención luego de que el Radomsko reclamara que era inelegible para jugar por haber sido cedido a préstamo al Victoria Jaworzno antes de que se abriera el mercado de invierno. Tras varios años se resolvío, con varios juicios, la Polish FA se vío envuenta y el caso pasó a la UEFA, al Polish Olympic Committee, y debates en el parlamento polaco. El caso tuvo varias consecuencias, como muchos oficiales castigados y despedidos como resultado, y cambios en las leyes para casos futuros.
En la temporada 2002/03 juega por primera vez en la Ekstraklasa, pero descendío tras una temporada. Con el fin de obtener el ascenso de manera inmediata, se fueron a arreglar partidos, así como varios clubes que puso en shock al fútbol polaco.
Luego de los escándalos, el club fue sancionado perdiendo la confianza de los aficionados y patrocinadores en disgusto con la gerencia que llevaron al club a la bancarrota en 2007. El club tuvo que recurrir a su equipo reserva en la cuarta división luego de que el primer equipo fuera disuelto.

### Escándalo de arreglo de partidos
Luego del escándalo en la serie de play-off en el que el Szczakowianka estuvo involucrado, en la temporada 2003/04 jugó en la I liga con un castigo de −10 puntos: Como resultado varios partidos fueron anulados.
| Otoño 2003: - Szczakowianka Jaworzno – Cracovia Kraków 2–1 (1–0) - Szczakowianka Jaworzno – Arka Gdynia 4–0 (2–0) - Szczakowianka Jaworzno – Błękitni Stargard 2–0 (1–0) - Szczakowianka Jaworzno – Ruch Chorzów 1–0 (0–0) - Szczakowianka Jaworzno – ŁKS Łódź 2–1 (2–1) - Szczakowianka Jaworzno – Polar Wrocław 1–1 (0–1) - Szczakowianka Jaworzno – Podbeskidzie Bielsko-Biała 5–2 (3–0) - Piast Gliwice – Szczakowianka Jaworzno 1–2 (0–1) - Jagiellonia Białystok – Szczakowianka Jaworzno 0–2 (0–1) - RKS Radomsko – Szczakowianka Jaworzno 2–1 (0–0) - KS Stasiak Opoczno – Szczakowianka Jaworzno 1–3 (1–2) - Zagłębie Lubin – Szczakowianka Jaworzno 0–0 (0–0) - Tłoki Gorzyce – Szczakowianka Jaworzno 3–2 (0–1) - Aluminium Konin – Szczakowianka Jaworzno 1–3 (0–2) - GKS Bełchatów – Szczakowianka Jaworzno 1–2 (1–1) - KSZO Ostrowiec Świętokrzyski – Szczakowianka Jaworzno 1–1 (1–1) - Szczakowianka Jaworzno – MKS Pogoń Szczecin 0–0 (0–0) | Primavera 2004: - Szczakowianka Jaworzno – Jagiellonia Białystok 4–0 (2–0) - Szczakowianka Jaworzno – Tłoki Gorzyce 4–2 (1–0) - Szczakowianka Jaworzno – Zagłębie Lubin 4–1 (1–1) - Szczakowianka Jaworzno – GKS Bełchatów 1–2 (0–0) - Szczakowianka Jaworzno – Piast Gliwice 1–1 (1–1) - Szczakowianka Jaworzno – RKS Radomsko 2–0 (1–0) - Polar Wrocław – Szczakowianka Jaworzno 0–2 (0–1) - MKS Pogoń Szczecin – Szczakowianka Jaworzno 3–2 (2–0) - Arka Gdynia – Szczakowianka Jaworzno 0–1 (0–0) - Cracovia Kraków – Szczakowianka Jaworzno 8–1 (5–0) - Podbeskidzie Bielsko-Biała – Szczakowianka Jaworzno 2–0 (2–0) - ŁKS Łódź – Szczakowianka Jaworzno 0–1 (0–0) - Ruch Chorzów – Szczakowianka Jaworzno 1–1 (0–1) - Szczakowianka Jaworzno – KS Stasiak Opoczno 1–0 (1–0) - Szczakowianka Jaworzno – Aluminium Konin 1–0 (0–0) |

## Rivalidades
Su principal rival es con el equipo de la ciudad vecina Victoria Jaworzno con el que juega el Derby de Jaworsno, y también con el Ruch Radzionków.

## Palmarés
- II Liga: 1

2000/01
- IV Liga: 1

2010/11
- Liga Distrital: 1

2009/10, 2019/20
- Klase A: 1

2007/08